# 19298 Zhongkeda
19298 Zhongkeda (1996 SU4) là một tiểu hành tinh vành đai chính.